# أبو النجم بن أبي غالب
أبو النجم بن أبي غالب (القرن 11 - 1203) كان طبيباً مشهوراً بالحذاقة، جيد المعرفة، خدم بالطب للناصر صلاح الدين وبقي في خدمته مدة وصنَّف كتاب "الموجز في الطب" مشتملاً على علم وعمل.

## اسمه ونسبه
أبو النجم بن أبي غالب بن فهد بن منصور بن وهب بن قيس بن مالك النصراني: طبيب مشهور في زمانه يقرأ عليه علم الطب. كان أبوه فلاحا في قرية شفا ببلاد حوران، ويعرف بالعيار.

## علمه وعمله
أخذ بعض الأطباء المترجم ورباه وعلمه الطب. وصار من أطباء الملك الناصر صلاح الدين يوسف بن أيوب.

## مؤلفاته وكتبه
له كتاب ( الموجز في الطب )، وهو يشتمل على علم وعمل.

## وفاته
كانت وفاته بدمشق سنة 599 هجرية ( 1203 م ).